# België op de Olympische Zomerspelen 2004
Tijdens de Olympische Zomerspelen van 2004 die in Athene werden gehouden nam België voor de 23e maal deel.

## Medailleoverzicht
| Sport      | Olympiër      | Discipline         | Medaille |
| ---------- | ------------- | ------------------ | -------- |
| Tennis     | Justine Henin | Vrouwen, enkelspel | Goud     |
| Judo       | Ilse Heylen   | Vrouwen, -52 kg    | Brons    |
| Wielrennen | Axel Merckx   | Mannen, Wegrace    | Brons    |

## Deelnemers en resultaten
Lijst is mogelijk niet compleet

### Atletiek
| Olympiër                                                        | Discipline       | Resultaat | Prestatie                                                                                            |
| --------------------------------------------------------------- | ---------------- | --------- | --- |
| Cédric Van Branteghem                                           | 400m (m)         | 20e       | serie 5: 4e in 45,70 halve finale 1: 8e in 46,03                                                     |
| Joeri Jansen                                                    | 800m (m)         | 32e       | serie 5: 4e in 1.46,7                                                                                |
| Tom Compernolle                                                 | 5000m (m)        | 29e       | serie 2: 14e in 13.43,44                                                                             |
| Monder Rizki                                                    | 5000m (m)        | 33e       | serie 1: 16e in 14.03,587                                                                            |
|                                                                 |                  |           | |
| Kim Gevaert                                                     | 100m (v)         | 15e       | serie 7: 3e in 11,18 kwartfinale 4: 2e in 11,17 halve finale 2: 7e in 11,40                          |
| Kim Gevaert                                                     | 200m (v)         | 6e        | serie 6: 2e in 22,76 kwartfinale 1: 3e in 22,68 halve finale 2: 3e in 22,48 (NR) finale: 6e in 22,84 |
| Katleen De Caluwé Kim Gevaert Lien Huyghebaert Élodie Ouédraogo | 4x100m (v)       | 6e        | serie 1: 3e in 43,08 (NR) finale: 6e in 43,11                                                        |
| Tia Hellebaut                                                   | hoogspringen (v) | 12e       | kwalificatie groep A: 3e met 1,95m (NR) finale: 4e met 1,85m                                         |

### Gymnastiek
| Olympiër           | Discipline               | Resultaat | Prestatie |
| ------------------ | ------------------------ | --------- | --- |
| Aagje Vanwalleghem | meerkamp individueel (v) | 23e       | kwalificatie: 29e sprong: 28e met 9,275 punten brug: 48e met 9,200 punten balk: 51e met 8,825 punten vloer: 55e met 8,925 punten totaal: 36,225 punten finale: 23e sprong: 13e met 9,225 punten brug: 19e met 9,075 punten balk: 20e met 8,287 punten vloer: 24e met 8,275 punten totaal: 34,862 punten |

### Judo
| Olympiër          | Discipline | Resultaat | Prestatie |
| ----------------- | ---------- | --------- | --- |
| Ilse Heylen       | -52kg (v)  | Brons     | 1e ronde: W van MAD Ravaoarisoa: waza-ari 2e ronde: W van KAZ Kaliyeva: ippon kwartfinale: V van CUBSavón: waza-ari herkansingen 1: W van SWE Askelof: waza-ari halve finale: W van GBR Singleton: yuko bronzen finale: W van FRA Euranie: koka |
| Gella Vandecaveye | -63kg (v)  | 9e        | 1e ronde: W van BRA Ishii: ippon 2e ronde: W van GRE Tampasi: ippon kwartfinale: V van SLO Žolnir: ippon herkansingen: V van CUB González: ippon                                                                                                |
| Cathérine Jacques | -70kg (v)  | 5e        | 1e ronde: W van KOR Kim Mi-jung: yuko 2e ronde: W van TPE Yun-Liu: waza-ari kwartfinale: V van JPN Ueno herkansingen: W van PRK Ryon-Mi: waza-ari bronzen finale: V van GER Böhm: ippon                                                         |

### Kanovaren
| Olympiër                  | Discipline    | Resultaat | Prestatie                                                                     |
| ------------------------- | ------------- | --------- | ----------------------------------------------------------------------------- |
| Wouter D'Haene Bob Maesen | K-2 1000m (m) | 5e        | serie 2: 4e in 3.14,447 halve finale 1: 1e in 3.11,757 finale: 5e in 3.20,196 |
|                           |               |           |                                                                               |
| Petra Santy               | K-1 500m (v)  | 10e       | serie 2: 3e in 1.52,834 halve finale 1: 4e in 1.54,534                        |

### Paardensport
| Olympiër                                                                                 | Discipline  | Resultaat | Prestatie |
| Eventing                                                                                 | Eventing    | Eventing  | Eventing |
| ---------------------------------------------------------------------------------------- | ----------- | --------- | --- |
| Hendrik Degros Mr. Noppes                                                                | individueel | 37e       | dressuur: 54e met 63,8 strafpunten crosscountry: 50e met 18,4 strafpunten springconcours 1: 1e met 0 strafpunten totaal: 82,2 strafpunten                                                                                          |
| Dolf Desmedt Bold Action                                                                 | individueel | 43e       | dressuur: 37e met 57,0 strafpunten crosscountry: 55e met 31,2 strafpunten springconcours 1: 12e met 4 strafpunten totaal: 92,2 strafpunten                                                                                         |
| Karin Donckers Gormley                                                                   | individueel | 16e       | dressuur: 35e met 56,4 strafpunten crosscountry: 14e met 0 strafpunten springconcours 1: 1e met 0 strafpunten springconcours 2: 13e met 8 strafpunten totaal: 56,4 strafpunten                                                     |
| Joris Vanspringel Over and Over                                                          | individueel | DNF       | dressuur: 34e met 56,0 strafpunten crosscountry: niet gefinisht |
| Constantin Van Rijckevorsel Whitcote Nellie                                              | individueel | 10e       | dressuur: 24e met 48 strafpunten crosscountry: 37e met 6,4 strafpunten springconcours 1: 1e met 0 strafpunten springconcours 2: 3e met 4 strafpunten totaal: 54,4 strafpunten                                                      |
| Hendrik Degros Dolf Desmedt Karin Donckers Joris Vanspringel Constantin Van Rijckevorsel | team        | 7e        | 193 strafpunten |
| Springconcours                                                                           |             |           | |
| Dirk Demeersman Clinton                                                                  | individueel | 5e        | kwalificatie: 1e ronde: 60e met 12 strafpunten 2e ronde: 1e met 0 strafpunten 3e ronde: 22e met 8 strafpunten totaal: 20 strafpunten finale: 1e ronde: 11e met 8 strafpunten 2e ronde: 2e met 4 strafpunten totaal: 12 strafpunten |
| Jos Lansink Cumano                                                                       | individueel | 30e       | kwalificatie: 1e ronde: 19e met 4 strafpunten 2e ronde: 50e met 13 strafpunten 3e ronde: 1e met 0 strafpunten totaal: 17 strafpunten finale: 1e ronde: 28e met 12 strafpunten totaal: 12 strafpunten                               |
| Ludo Philippaerts Parco                                                                  | individueel | 5e        | kwalificatie: 1e ronde: 1e met 0 strafpunten 2e ronde: 12e met 4 strafpunten 3e ronde: 46e met 16 strafpunten totaal: 20 strafpunten finale: 1e ronde: 4e met 4 strafpunten 2e ronde: 9e met 8 strafpunten totaal: 12 strafpunten  |
| Stanny Van Paesschen O de Pomme                                                          | individueel | 47e       | kwalificatie: 1e ronde: 19e met 4 strafpunten 2e ronde: 25e met 8 strafpunten 3e ronde: 22e met 8 strafpunten totaal: 20 strafpunten                                                                                               |
| Dirk Demeersman Jos Lansink Ludo Philippaerts Stanny Van Paesschen                       | team        | 6e        | 1e ronde: 4e met 12 strafpunten 2e ronde: 5e met 16 strafpunten totaal: 28 strafpunten |

### Roeien
| Olympiër                              | Discipline             | Resultaat | Prestatie                                                                                                  |
| ------------------------------------- | ---------------------- | --------- | --- |
| Tim Maeyens                           | skiff (m)              | 6e        | serie 1: 1e in 7.17,68 halve finale 3: 2e in 6.50,33 finale: 6e in 7.01,74                                 |
| Justin Gevaert Wouter Van der Fraenen | lichte dubbel-twee (m) | 15e       | serie 4: 4e in 6.26,25 herkansingen: 3e in 6.31,18 halve finale C/D: 2e in 6.25,34 finale C: 3e in 6.50,07 |

### Schermen
| Olympiër    | Discipline | Resultaat | Prestatie                                         |
| ----------- | ---------- | --------- | ------------------------------------------------- |
| Cedric Gohy | floret (m) | 1/16F     | 1e ronde: vrij 2e ronde: V van USA Kellner: 12-15 |

### Schietsport
| Olympiër      | Discipline          | Resultaat | Prestatie                                      |
| ------------- | ------------------- | --------- | ---------------------------------------------- |
| Daisy De Bock | 10m luchtgeweer (m) | 33e       | kwalificatie: 33e met 388 punten (95-96-99-98) |

### Taekwondo
| Olympiër      | Discipline | Resultaat | Prestatie                                                                  |
| ------------- | ---------- | --------- | -------------------------------------------------------------------------- |
| Laurence Rase | +67kg (v)  | 9e        | voorronde: W van UZB Mikryukova: 9-6 kwartfinale: V van BRA Falavigna: 4-8 |

### Tafeltennis
| Olympiër          | Discipline    | Resultaat | Prestatie                                                                                    |
| ----------------- | ------------- | --------- | -------------------------------------------------------------------------------------------- |
| Jean-Michel Saive | enkelspel (m) | 17e       | 1e ronde: vrij 2e ronde: vrij 3e ronde: V van DOM Lin: 5-11, 4-11, 11-5, 13-11, 16-18, 8-11) |

### Tennis
| Olympiër                      | Discipline     | Resultaat | Prestatie |
| ----------------------------- | -------------- | --------- | --- |
| Xavier Malisse                | enkelspel (m)  | 33e       | 1e ronde: V van RUS Joezjny: 2-6, 2-6 |
| Olivier Rochus                | enkelspel (m)  | 17e       | 1e ronde: W van AUS Philippoussis: 3-6, 6-0, 6-1 2e ronde: V van ESP Moyá: 0-6, 6-7 |
| Xavier Malisse Olivier Rochus | dubbelspel (m) | 17e       | 1e ronde: V van FRA Llodra / Santoro: 3-6, 2-6 |
|                               |                |           | |
| Justine Henin                 | enkelspel (v)  | Goud      | 1e ronde: W van CZE Strycova: 6-3, 6-4 2e ronde: W van VEN Vento-Kabchi: 6-2, 6-1 3e ronde: W van AUS Pratt: 6-1, 6-0 kwartfinale: W van FRA Pierce: 6-4, 6-4 halve finale: W van RUS Myskina: 7-5, 5-7, 8-6 finale: W van FRA Mauresmo: 6-3, 6-3 |

### Triatlon
| Olympiër      | Discipline | Resultaat | Prestatie  |
| ------------- | ---------- | --------- | ---------- |
| Kathleen Smet | vrouwen    | 4e        | 2:05.35,89 |
| Mieke Suys    | vrouwen    | 22e       | 2:09.12,57 |

### Wielersport
| Olympiër          | Discipline       | Resultaat    | Prestatie      |
| Mountainbike      | Mountainbike     | Mountainbike | Mountainbike   |
| ----------------- | ---------------- | ------------ | -------------- |
| Roel Paulissen    | mountainbike (m) | 4e           | 2:18.10        |
| Weg               |                  |              |                |
| Peter Van Petegem | tijdrit (m)      | 18e          | 1:00.31,49     |
| Marc Wauters      | tijdrit (m)      | 13e          | 59.59,63       |
| Philippe Gilbert  | wegwedstrijd (m) | 49e          | 5:44.13        |
| Axel Merckx       | wegwedstrijd (m) | Brons        | 5:41.52        |
| Peter Van Petegem | wegwedstrijd (m) | 40e          | 5:42.03        |
| Wim Vansevenant   | wegwedstrijd (m) | DNF          | niet gefinisht |
| Marc Wauters      | wegwedstrijd (m) | DNF          | niet gefinisht |
|                   |                  |              |                |
| Sharon Vandromme  | wegwedstrijd (v) | 21e          | 3:25.42        |

### Zeilen
| Olympiër            | Discipline  | Resultaat | Prestatie                                     |
| ------------------- | ----------- | --------- | --------------------------------------------- |
| Sébastien Godefroid | finn (m)    | 7e        | 96 punten: (19-12-2-5-6-5-3-11-24-18-15)      |
|                     |             |           |                                               |
| Min Dezillie        | europe (v)  | 15e       | 133 punten: (13-1-20-3-16-DNF-19-20-2-23-16)  |
| Sigrid Rondelez     | mistral (v) | 18e       | 148 punten: (17-7-19-14-15-18-18-21-13-12-15) |
|                     |             |           |                                               |
| Philippe Bergmans   | laser       | 18e       | 159 punten: (9-4-5-14-32-14-17-27-20-18-31)   |

Afghanistan · Albanië · Algerije · Amerikaanse Maagdeneilanden · Amerikaans-Samoa · Andorra · Angola · Antigua en Barbuda · Argentinië · Armenië · Aruba · Australië · Azerbeidzjan · Bahama's · Bahrein · Bangladesh · Barbados · België · Belize · Benin · Bermuda · Bhutan · Bolivia · Bosnië en Herzegovina · Botswana · Brazilië · Britse Maagdeneilanden · Brunei · Bulgarije · Burkina Faso · Burundi · Cambodja · Canada · Centraal-Afrikaanse Republiek · Chili · China · Chinees Taipei · Colombia · Comoren · Congo-Brazzaville · Congo-Kinshasa · Cookeilanden · Costa Rica · Cuba · Cyprus · Denemarken · Djibouti · Dominica · Dominicaanse Republiek · Duitsland · Ecuador · Egypte · El Salvador · Equatoriaal-Guinea · Eritrea · Estland · Ethiopië · Fiji · Filipijnen · Finland · Frankrijk · Gabon · Gambia · Georgië · Ghana · Grenada · Griekenland · Groot-Brittannië · Guam · Guatemala · Guinee · Guinee‑Bissau · Guyana · Haïti · Honduras · Hongarije · Hongkong · Ierland · IJsland · India · Indonesië · Irak · Iran · Israël · Italië · Ivoorkust · Jamaica · Japan · Jemen · Jordanië · Kaaimaneilanden · Kaapverdië · Kameroen · Kazachstan · Kenia · Kirgizië · Kiribati · Koeweit · Kroatië · Laos · Lesotho · Letland · Libanon · Liberia · Libië · Liechtenstein · Litouwen · Luxemburg · Macedonië · Madagaskar · Malawi · Malediven · Maleisië · Mali · Malta · Marokko · Mauritanië · Mauritius · Mexico · Micronesië · Moldavië · Monaco · Mongolië · Mozambique · Myanmar · Namibië · Nauru · Nederland · Nederlandse Antillen · Nepal · Nicaragua · Nieuw-Zeeland · Niger · Nigeria · Noord-Korea · Noorwegen · Oeganda · Oekraïne · Oezbekistan · Oman · Oostenrijk · Oost‑Timor · Pakistan · Palau · Palestina · Panama · Papoea-Nieuw-Guinea · Paraguay · Peru · Polen · Portugal · Puerto Rico · Qatar · Roemenië · Rusland · Rwanda · Saint Kitts en Nevis · Saint Lucia · Saint Vincent en Grenadines · Salomonseilanden · Samoa · San Marino · Sao Tomé en Principe · Saoedi-Arabië · Senegal · Servië en Montenegro · Seychellen · Sierra Leone · Singapore · Slovenië · Slowakije · Soedan · Somalië · Spanje · Sri Lanka · Suriname · Swaziland · Syrië · Tadzjikistan · Tanzania · Thailand · Togo · Tonga · Trinidad en Tobago · Tsjaad · Tsjechië · Tunesië · Turkije · Turkmenistan · Uruguay · Vanuatu · Venezuela · Verenigde Arabische Emiraten · Verenigde Staten · Vietnam · Wit-Rusland · Zambia · Zimbabwe · Zuid-Afrika · Zuid-Korea · Zweden · Zwitserland